# Гагат
Гагат такође познат и као црни јантар (црни ћилибар) је врста лигнита или форма каменог угља. Широко се користи у украсне сврхе, за израду накита и модних детаља. Не спада у минерале већ спада у минералиде због свог органског порекла. Боја варира од тамнобраон, смеђе до црне.

## Порекло
Гагат настаје фосилизацијом дрвета под екстремним притисцима, у себи може садржати комадиће угља који су медено жуте боје и дају метални одсјај.

## Својства
Гагат се може наћи у две форме: мека и тврда. Мека форма настаје при фосилизацији под притиском у присуству слатке воде а тврда форма настаје при фосилизацији под притиском у присуству слане воде(морске).
Веома се лако обрађује и резбари али је због тога је тешко добити детаље без великог искуства у обради. 
По Мосовој скали гагат има тврдоћу од 2,5-4. Специфична тежина је између 1,30 и 1,34. И при додиру са ужареном иглом даје мирис угља. При трењу се наелектрише попут ћилибара

## Историја
Први обрађени примерци су из Немачке стари око 10 000 п. н. е. Током даље људске историје доста је коришћен за израду накита или амајлија, веровало се да штити од злих магија. А данас се осим у индустрији накита користи и у масажи.